# Grand Prix Rakouska 1976
Grand Prix Rakouska 1976 (oficiálně XIV Raiffeisen Großer Preis von Österreich) se jela na okruhu Österreichring ve Spielbergu v Rakousku dne 15. srpna 1976. Závod byl jedenáctým v pořadí v sezóně 1976 šampionátu Formule 1.

## Závod
| Poř.   | No. | Jezdec                   | Konstruktér        | Počet kol | Čas/Odstoupení    | Pořadí na startu | Body |
| ------ | --- | ------------------------ | ------------------ | --------- | ----------------- | ---------------- | ---- |
| 1      | 28  | John Watson              | Penske-Ford        | 54        | 1:30:07.86        | 2                | 9    |
| 2      | 26  | Jacques Laffite          | Ligier-Matra       | 54        | + 10.79           | 5                | 6    |
| 3      | 6   | Gunnar Nilsson           | Lotus-Ford         | 54        | + 11.98           | 4                | 4    |
| 4      | 11  | James Hunt               | McLaren-Ford       | 54        | + 12.44           | 1                | 3    |
| 5      | 5   | Mario Andretti           | Lotus-Ford         | 54        | + 21.49           | 9                | 2    |
| 6      | 10  | Ronnie Peterson          | March-Ford         | 54        | + 34.34           | 3                | 1    |
| 7      | 12  | Jochen Mass              | McLaren-Ford       | 54        | + 59.45           | 12               |      |
| 8      | 24  | Harald Ertl              | Hesketh-Ford       | 53        | + 1 kolo          | 20               |      |
| 9      | 38  | Henri Pescarolo          | Surtees-Ford       | 52        | + 2 kola          | 22               |      |
| 10     | 18  | Brett Lunger             | Surtees-Ford       | 51        | Nehoda            | 16               |      |
| 11     | 39  | Alessandro Pesenti-Rossi | Tyrrell-Ford       | 51        | + 3 kola          | 23               |      |
| 12     | 33  | Lella Lombardi           | Brabham-Ford       | 50        | + 4 kola          | 24               |      |
| Ret    | 22  | Hans Binder              | Ensign-Ford        | 47        | Klapka            | 19               |      |
| NC     | 32  | Loris Kessel             | Brabham-Ford       | 44        | + 10 kol          | 25               |      |
| Ret    | 9   | Vittorio Brambilla       | March-Ford         | 43        | Nehoda            | 7                |      |
| Ret    | 30  | Emerson Fittipaldi       | Fittipaldi-Ford    | 43        | Nehoda            | 17               |      |
| Ret    | 8   | Carlos Pace              | Brabham-Alfa Romeo | 40        | Nehoda            | 18               |      |
| Ret    | 17  | Jean-Pierre Jarier       | Shadow-Ford        | 40        | Palivové čerpadlo | 8                |      |
| Ret    | 19  | Alan Jones               | Surtees-Ford       | 30        | Nehoda            | 15               |      |
| Ret    | 34  | Hans-Joachim Stuck       | March-Ford         | 26        | Palivový systém   | 11               |      |
| Ret    | 4   | Patrick Depailler        | Tyrrell-Ford       | 24        | Zavěšení          | 13               |      |
| Ret    | 20  | Arturo Merzario          | Wolf-Williams-Ford | 17        | Nehoda            | 21               |      |
| Ret    | 16  | Tom Pryce                | Shadow-Ford        | 14        | Brzdy             | 6                |      |
| Ret    | 3   | Jody Scheckter           | Tyrrell-Ford       | 14        | Zavěšení          | 10               |      |
| Ret    | 7   | Carlos Reutemann         | Brabham-Alfa Romeo | 0         | Spojka            | 14               |      |
| WD     | 40  | Karl Oppitzhauser        | March-Ford         |           |                   |                  |      |
| WD     | 41  | Otto Stuppacher          | Tyrrell-Ford       |           |                   |                  |      |
| Zdroj: |     |                          |                    |           |                   |                  |      |

## Průběžné pořadí po závodě
Pohár jezdců
| Pořadí | Jezdec            | Body |
| ------ | ----------------- | ---- |
| 1      | Niki Lauda        | 58   |
| 2      | James Hunt        | 47   |
| 3      | Jody Scheckter    | 34   |
| 4      | Patrick Depailler | 26   |
| 5      | John Watson       | 18   |
| Zdroj: |                   |      |

Pohár konstruktérů
| Pořadí | Konstruktér  | Body    |
| ------ | ------------ | ------- |
| 1      | Ferrari      | 61      |
| 2      | McLaren-Ford | 52 (53) |
| 3      | Tyrrell-Ford | 47      |
| 4      | Penske-Ford  | 18      |
| 5      | Ligier-Matra | 16      |
| Zdroj: |              |         |